# テリー・リチャードソン
テリー・リチャードソン（Terry Richardson、1965年8月14日 - ）はアメリカの写真家。
マーク・ジェイコブスやシュプリームの広告写真を手がけたことで知られている。

## 経歴
1965年8月14日、写真家のボブ・リチャードソンの息子に生まれる。ハリウッドハイスクールに通う。
六代 桂文枝の「桂文枝襲名」の写真も撮影した。

## 写真集
- 2006年
  - Kibosh. Damiani Editore
  - Manimal. Hysteric Glamour
- 2007年
  - Rio, Cidade Maravilhosa. Diesel/Vintage Denin
- 2011年
  - Hong Kong. Diesel
  - Mom & Dad. Mörel Books
  - Lady Gaga X Terry Richardson. Grand Central Publishing